# Filisto
Filisto (Philistus, Φίλιστος) (ca. 435-356 a. C.), hijo de Arcónides o Arcomenies, fue uno de los más célebres historiadores griegos, si bien ninguna de sus obras se ha conservado. 
Nació en Siracusa, y Plutarco dice que fue testigo directo de las operaciones de Gilipo durante el asedio de esa ciudad por los atenienses, en el marco de la expedición a Siracusa, en el año 415.
Se le nombra como participante en la reunión en la que Dionisio I solicitó el castigo para los generales responsables de la pérdida de Agrigento ante los cartagineses en el año 406, y contribuyó a la llegada al poder del tirano, con el que dispuso de gran autoridad. Filisto aconsejó a Dionisio no abandonar Siracusa mientras era asediada por los cartagineses en el 396 a. C.
Filisto se casó, sin permiso de Dionisio, con la hija del hermano del tirano Leptines de Siracusa, por lo que fue desterrado y se exilió a la ciudad de Turios en la Magna Grecia. Más tarde se trasladó a la ciudad de Adria, donde tenía algunos amigos. Fue en esa ciudad donde se dedicó a la composición de sus obras, especialmente la historia que le proporcionó un gran prestigio en la posteridad.
No consiguió ser llamado de vuelta a Siracusa en vida de Dionisio, pero sí a su muerte (367 a. C.), cuando Dionisio II fue convencido para llamarlo por aquellos que querían apartar al nuevo tirano de la influencia de Dión de Siracusa y de Platón.
Enseguida Filisto influyó en Dionisio el Joven y logró que Platón fuera enviado a Atenas y que Dión fuera expulsado.
Estando Filisto ausente de Sicilia, dirigiendo una flota en el mar Adriático, Dión desembarcó y tomó el poder (356 a. C.). Filisto regresó e intentó recuperar Leontinos, rebelada contra Dionisio, sin éxito. Después fue a la fortaleza de la isla de Ortigia, la cual permanecía en poder del tirano. Allí equipó una flota de 60 trirremes y presentó batalla a la flota siracusana, reforzada por naves peloponesias. La lucha fue muy dura, y al final Filisto quedó rodeado y, para no caer en manos del enemigo, se suicidó (otras versiones dicen que fue hecho prisionero y ejecutado). Su cuerpo fue arrastrado por el pueblo por las calles de Siracusa.
Suidas, erróneamente, atribuye a Filisto obras retóricas que corresponden probablemente a Filisco de Mileto, y obras históricas, entre las cuales, una historia de Egipto (12 libros), una de Fenicia y otra de Libia y Siria, pero no está claro que fueran escritas por él.
Su principal obra fue una historia de Sicilia formada por dos partes: la primera de siete libros, que incluía una historia general de la isla hasta el 406 a. C.; la segunda parte era una historia del gobierno de Dionisio el Viejo, en cuatro libros, y de su hijo, en dos libros, contando sólo los cinco primeros años de su reinado. La crítica consideró que el reinado de Dionisio II está descrito en términos demasiado elogiosos, seguramente buscando el autor ser llamado del exilio por el tirano.